# 가오중쉰
가오중쉰(중국어 간체자: 高仲勋, 정체자: 高仲勛, 병음: Gāo Zhòngxūn, 한자음: 고중훈, 중국조선어: 고종훈, 1965년 1월 4일 ~ )은 중국의 조선족 축구 지도자로 현역시절 미드필더로 뛰며 경력의 대부분을 지린 FC에서 보냈고 1992년 AFC 아시안컵에서 중국 축구 국가대표팀 소속으로 뛰었다.

## 선수 경력
체육학교 졸업 후 1982년부터 옌볜 팀에서 축구를 하다가 1984년, 지역 축구 클럽인 지린성 축구단에 입단했다. 1985년 FIFA 세계 청소년 축구 선수권 대회에 참가한 중국 U-20 명단에 소집되어 8강까지 4경기 모두 출전할 만큼 유망한 선수였다. 또한 당시 소련의 축구전문가들은 고종훈이야말로 중국의 가장 유망한 축구선수이다라며 극찬했다.
1988년 중국 청소년 팀이 중국 리그 내에서 뛸 수 있게 되었고 이후 옌볜 대학 축구단으로 가면서 그는 중국 축구 협회가 리그 시스템을 개편한 후 2부 리그가 아닌 3부 리그로 강등되었지만 1990년 그는 2부 리그로 승격하고 리그 타이틀을 선수가 되었다.
그는 2부 리그에서 뛰고 있음에도 불구하고 뛰어난 활약 덕분에 1992년 AFC 아시안컵의 중국 축구 국가대표팀으로 차출되어 중국을 3위로 이끄는 데 일조했다. 그의 아들인 가오준이 또한 축구 선수로 활동했다.